# 1948 у Тернопільській області
| Роки в Тернопільській області 1920 • 1921 • 1922 • 1923 • 1924 • 1925 • 1926 • 1927 • 1928 • 1929 • 1930 • 1931 • 1932 • 1933 • 1934 • 1935 • 1936 • 1937 • 1938 • 1939 • 1940 • 1941 • 1942 • 1943 • 1944 • 1945 • 1946 • 1947 • 1948 • 1949 • 1950 • 1951 • 1952 • 1953 • 1954 • 1955 • 1956 • 1957 • 1958 • 1959 • 1960 • 1961 • 1962 • 1963 • 1964 • 1965 • 1966 • 1967 • 1968 • 1969 • 1970 • 1971 • 1972 • 1973 • 1974 • 1975 • 1976 • 1977 • 1978 • 1979 • 1980 • 1981 • 1982 • 1983 • 1984 • 1985 • 1986 • 1987 • 1988 • 1989 • 1990 • 1991 • 1992 • 1993 • 1994 • 1995 • 1996 • 1997 • 1998 • 1999 • → Див. також: XIX століття • XXI століття |

## Особи

### Народилися
- 2 січня — український лікар, громадський діяч Роман Басараба, нар. у Худіївцях на Борщівщині
- 3 січня — український радянський футболіст, тренер Роман Шподарунок, нар. у Бучачі, пом. 2012
- 14 січня — 
  - український політик, вчений у галузі економіки агропромислового комплексу Василь Олійник, нар. у Скородинцях на Чортківщині, пом. 2010
  - український педагог Ростислав Нагорний, нар. у Тетильківцях на Шумщині
- 1 лютого — український агроном, педагог і громадський діяч, голова Бучацької районної державної адміністрації у 2005—2008 Ілля Козира, нар. у Білявинцях на Бучаччині
- 10 лютого — український науковець, ректор Львівського національного аграрного університету Володимир Снітинський, нар. у Козівці поблизу Тернополя
- 15 лютого — українська поетеса, журналіст Наталія Віргуш, нар. у Зборові
- 20 лютого — український актор Адам Цибульський, нар. у Бичківцях на Чортківщині
- 22 лютого — український радянський футболіст, тренер Роман Покора, нар. у Зборові
- 28 лютого — українська письменниця, громадсько-політична діячка Марія Гуменюк (Куземко), нар. у Буряківці на Заліщанщині
- 1 березня — український поет, перекладач Василь Лящук, нар. у Старому Почаєві (нині в складі м. Почаєві) на Кременеччині
- 12 березня — український вчений у галузі ветеринарії Дмитро Гуфрій, нар. у Ягільниці на Чортківщині
- 21 березня — український науковець, письменник, громадський діяч Олег Герман, нар. у Чернихові на Зборівщині
- 20 квітня — український правник Ярослав Давидович, нар. у Великих Гаях під Тернополем
- 30 квітня — український поет Ярослав Павуляк, нар. у Настасові поблизу Тернополя, пом. 2010
- 4 червня — український та російський архітектор Богдан Смертюк, нар. в Осівцях на Бучаччині
- 28 червня — український літератор Іван Демчишин, нар. у Старому Нижбірку на Гусятинщині, пом. 2009 у Тернополі
- 2 липня — український радіожурналіст, публіцист Євген Баров, нар. у Петрикові під Тернополем
- 15 липня — український фотожурналіст Богдан Приймак, нар. у Данилівцях на Зборівщині, пом. 2016 у Тернополі
- 1 серпня — український мистецтвознавець, педагог Михайло Станкевич, нар. у Жизномирі на Бучаччині, пом. 2017, похований у Бучачі
- 2 серпня — український астролог, ведучий, педагог Іван Круп'як, нар. у Чорториї (нині Миролюбівка) поблизу Тернополя
- 1 вересня — 
  - український архівіст, педагог, краєзнавець, громадсько-культурний діяч, літератор Богдан-Роман Хаварівський, нар. у Гумниськах на Теребовлянщині, пом. 2016 у Тернополі
  - український співак, народний артист України Ярослав Солтис, нар. у Бичківцях на Чортківщині
- 11 вересня —  український вчений, будівельник і архітектор, громадський діяч Мирослав Білик, нар. в Оріховці на Підволочищині
- 1 жовтня — український історик-дослідник, науковець, автор серія книг «За тебе, свята Україно» про національно-визвольну боротьбу ОУН і УПА на території Тернопільської та Хмельницької областей Нестор Мизак, нар. у Гермаківці на Борщівщині
- 13 жовтня — український краєзнавець Євген Дорош, нар. в Оріховці на Підволочищині
- 27 жовтня — український оперний і концертнокамерний співак (баритон), педагог Михайло Жилюк, нар. у Богданівці на Підволочищині
- 28 листопада — український інженер-автодорожник, автор і виконавець пісень Василь Дунець, нар. у Теребовлі